# Kieldiep

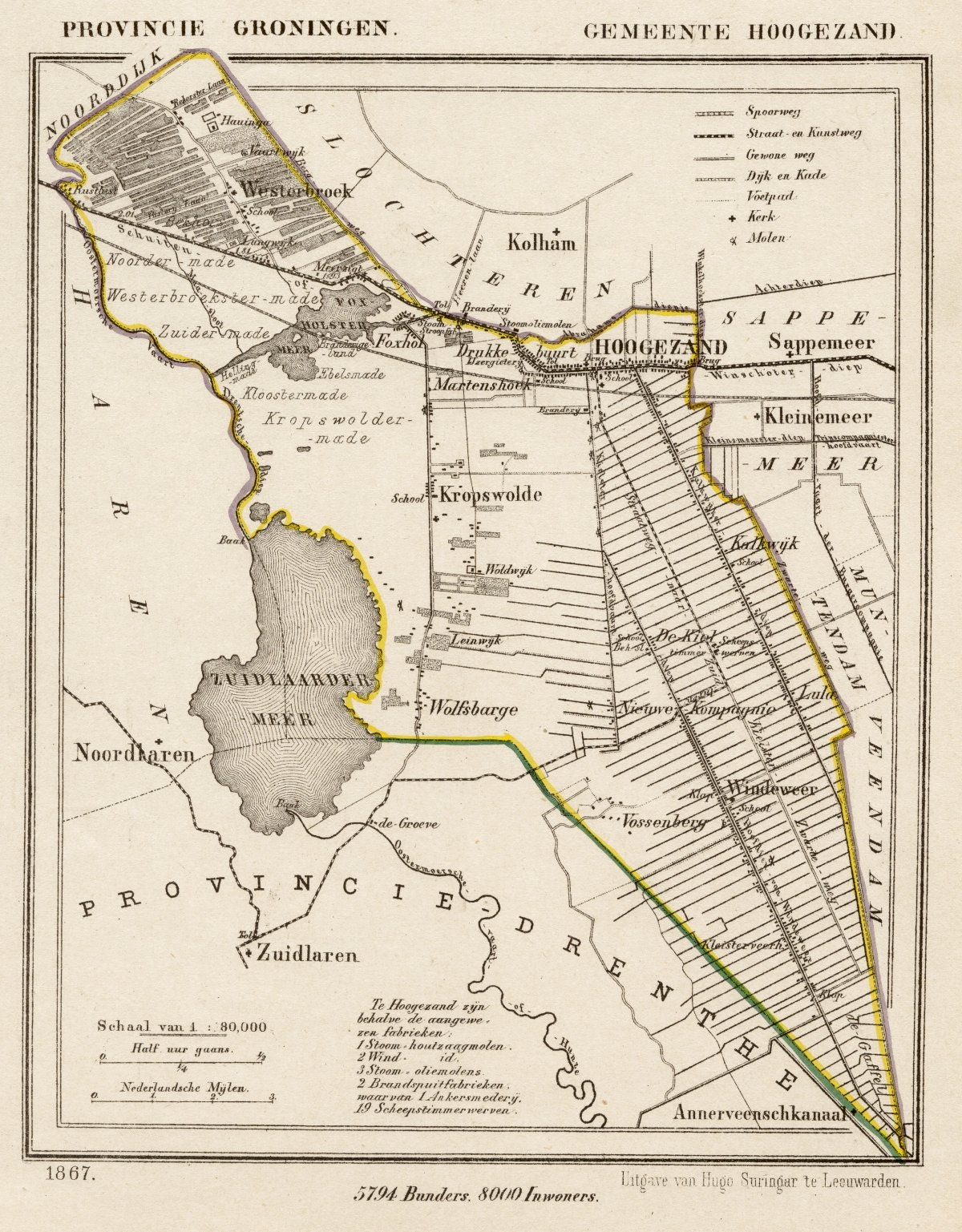
Het Kielsterdiep en het Hoofddiep van Windeweer op een kaart uit 1867.

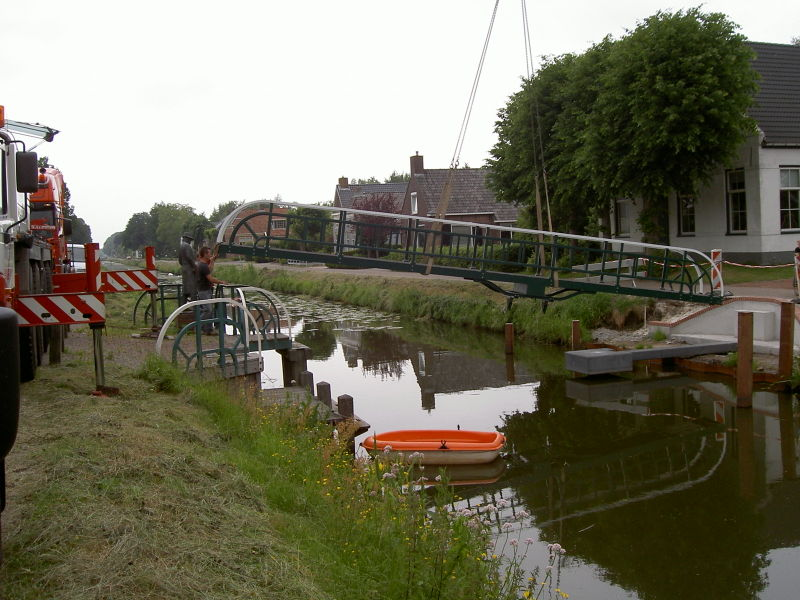
De bouw van een voetbrug over het Kieldiep

Het Kieldiep is een kanaal in de Provincie Groningen, tussen Hoogezand en Annerveenschekanaal. Het is een zijkanaal van het Winschoterdiep. Aanvankelijk werd het noordelijke deel van het kanaal, van Hoogezand t/m De Kiel het Kielsterdiep genoemd, het zuidelijke deel (vanaf Windeweer) het Hoofddiep van Windeweer. Pas vanaf ca. 1950 treft men op kaarten de naam Kieldiep aan voor het gehele traject.
Het Kieldiep is in opdracht van de stad Groningen gegraven vanaf 1647 ten behoeve van de ontginning van het veen ten oosten van Kropswolde. Omstreeks 1738 had het kanaal Boven Kiel bereikt. De stad wilde oorspronkelijk het kanaal doortrekken naar Bareveld, om zo de kortste verbinding met het Stadskanaal te maken. Omdat een aantal grondeigenaren bij Bareveld daar niet aan mee wilden werken koos het stadsbestuur uiteindelijk voor een verbinding van het Kielsterdiep met het Grevelingskanaal.
Langs het kanaal ontstond het dorp Kiel-Windeweer. Toen al de turf weggevoerd was, werd het kanaal hoofdzakelijk nog gebruikt voor de afvoer van landbouwproducten naar de aardappelmeel- en strokartonfabrieken in de regio. In 1973 stopte de scheepvaart door het Kieldiep. Enkele bruggen werden vervangen door dammen. De vrachtauto had de rol van de scheepvaart volledig overgenomen.

## Heropening
In 2005 is gestart met het weer bevaarbaar maken van het Kieldiep. Er werden nieuwe bruggen en sluizen gebouwd; bestaande bruggen zijn hersteld of gerestaureerd. Niet de beroepsvaart maar de recreatievaart kan sinds 2008 gebruik maken van het Kielsterdiep, als onderdeel van een nieuwe vaarroute vanaf het Zuidlaardermeer naar Oost-Groningen. 

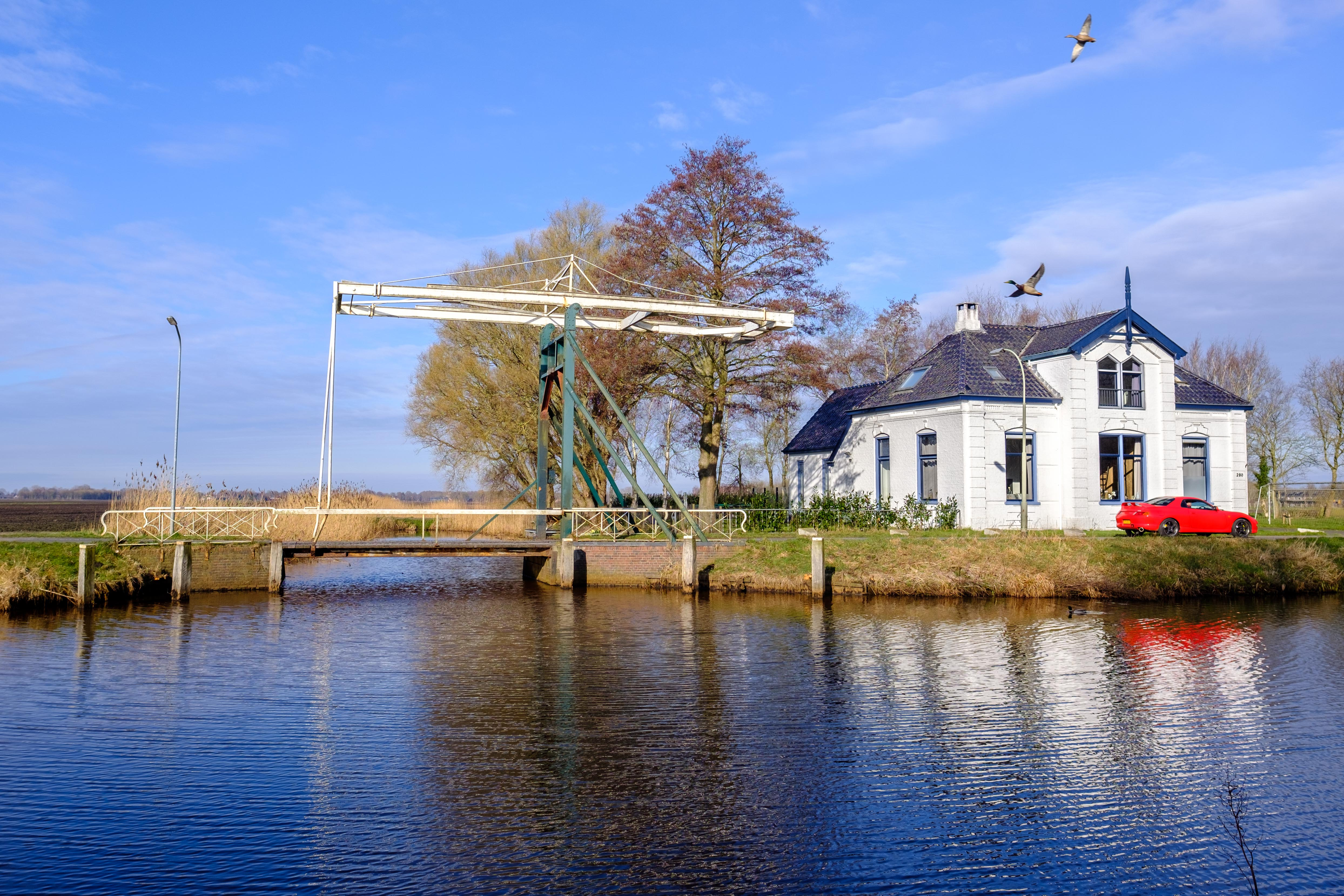
Voormalige directeurswoning (van directeur Dijkhuis) uit 1904 van de gesloopte aardappelmeelfabriek De Eendracht (stond erachter) met links een klapbrug over de grotendeels gedempte Eendrachtswijk, die uitkomt in het Kielsterdiep op de voorgrond.
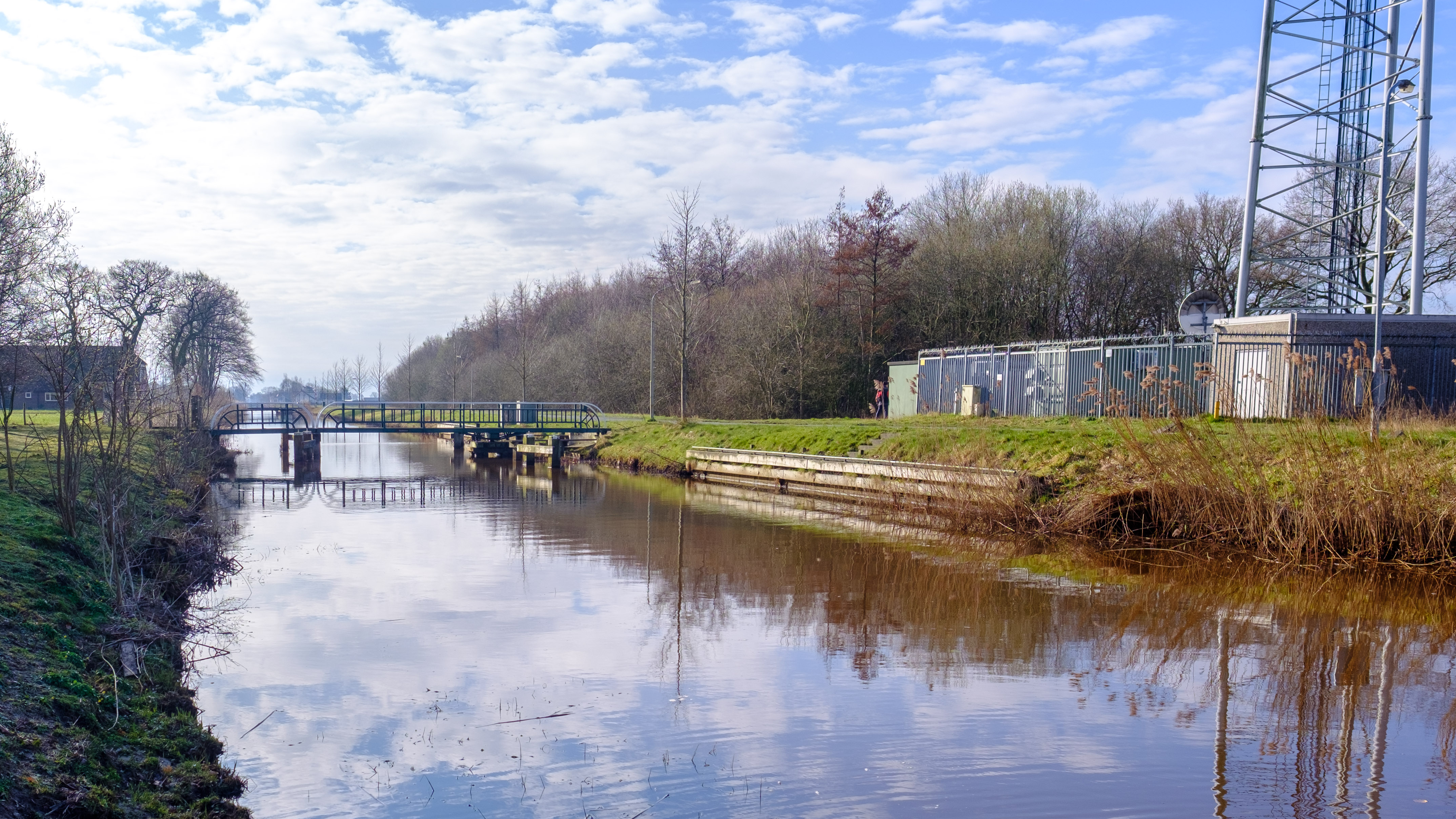
Voetgangersdraaibrug tegenover Sluisweg 4 Kiel-Windeweer. Aan rechterzijde van zendmast aan rechterzijde lag de kijl (kiel) of scherpe hoek met het later gedempte Nieuwe Compagniesterdiep.